# A Falecida
Pour plus de détails, voir Fiche technique et Distribution.
A Falecida est un film dramatique brésilien, réalisé par Leon Hirszman sur un scénario écrit en collaboration avec le documentariste Eduardo Coutinho, basé sur la pièce éponyme de Nélson Rodrígues et sorti en 1965.
C'est le premier film où joue Fernanda Montenegro. En novembre 2015, le film est inclus dans la liste établie par l'Association brésilienne des critiques de cinéma (Abraccine) des 100 meilleurs films brésiliens de tous les temps.

## Synopsis
A Falecida signifie «La morte». Zulmina (interprétée par Fernanda Montenegro, dont c'est le premier rôle au cinéma, bien que déjà comédienne au théâtre et à la télévision depuis une quinzaine d'années), est une femme assez jeune de condition modeste. Elle est aussi hypocondriaque et obsédée notamment par le cancer. Le film  se situe dans des faubourgs misérables de Rio-de-Janeiro. Zulmina a une relation extraconjugale avec un homme riche, peu de temps avant sa mort. . Elle tombe malade finalement, non pas d'un cancer, mais de tuberculose. En guise de dernière volonté, elle demande à son mari, un chômeur du nom de Toninho (Ivan Cândido), des funérailles grandioses et luxueuses. Elle meurt. Pour satisfaire ses dernières volontés, Toninho doit demander de l'argent, sur les conseils de son ex-épouse, à l'homme le plus riche du quartier, Guimarães (Paulo Gracindo). L'homme refuse de payer les funérailles mais finit par lui dire qu'il a eu une liaison avec la défunte, sans savoir que la personne avec lequel il parle est le veuf. Le mari, alors enragé, commence à faire chanter Guimarães. Après quoi, Toninho garde l'argent obtenu et commande le cercueil le moins cher pour Zulmira. Pendant les funérailles, alors qu'il est au stade de football, Toninho se retrouve ému aux larmes.

## Fiche technique
- Réalisateur : Leon Hirszman
- Producteurs : Meta Produções Cinematográficas Ltda., Aloísio Leite Garcia, Joffre Rodrigues
- Producteur excécutif : Billy Davis
- Scénaristes : Leon Hirszman, Eduardo Coutinho, basé sur la pièce éponyme de Nélson Rodrígues
- Musique : Radamés Gnattali
- Directeur artistique : Régis Monteiro

## Distribution
- Fernanda Montenegro : Zulmira
- Paulo Gracindo : João Guimarães Pimentel
- Ivan Cândido : Toninho
- Nelson Xavier : Timbira
- Joel Barcellos (en) :
- Dinorah Brillanti :
- Hugo Carvana :
- Lucy Costa :
- Eduardo Coutinho :
- Billy Davis :
- Oswaldo Ferreira :
- Lurdes Freitas :
- Zé Keti :
- Vanda Lacerda : Madame Crisálida, la diseuse de bonne aventure
- Glória Ladany :
- Aloísio Leite :
- Otolindo Lopes :
- José Medeiros :
- Wilmar Menezes :
- Waldir Onofre :
- Joffre Rodrigues :
- Virginia Vale :
- José Wilker :

## Accueil
Le film accumule les prix, notamment pour l'interprétation de sa principale actrice, Fernanda Montenegro. Au Festival du film de Brasília en 1965, elle remporte le trophée Candango de la «meilleure actrice». La même année, elle remporte également le prix de la «meilleure actrice» aux Prix du Gouverneur de l'État de São Paulo. Le troisième prix reçu par Fernanda pour le rôle de Zulmira est encore une fois dans la catégorie «meilleure actrice» lors de la Première semaine du cinéma brésilien.
Toujours en 1965, lors du deuxième festival du film de Teresópolis, le film est récompensé dans les catégories «meilleur film», «meilleur réalisateur» pour Leon Hirszman, «meilleur acteur» pour Paulo Gracindo et «meilleur scénario» pour Nelson Rodrigues. Au Festival international du film de Rio de Janeiro, le long métrage remporte le prix Gaivota de Ouro.